# Muntele Oslea
Muntele Oslea este o arie protejată de interes național ce corespunde categoriei a IV-a IUCN (rezervație naturală de tip geologic și floristic), situată în județul Gorj, pe teritoriul administrativ al orașului Tismana și al comunei Padeș.

## Amplasare
Aria naturală cu o suprafață de 280 hectare se află în Munții Vâlcan (grupă muntoasă a munților Retezat-Godeanu), încadrată la est de râul Jiul de Vest, de valea Cernei la vest, la sud de Muntele Bou, iar la nord de Parcul Național Retezat.

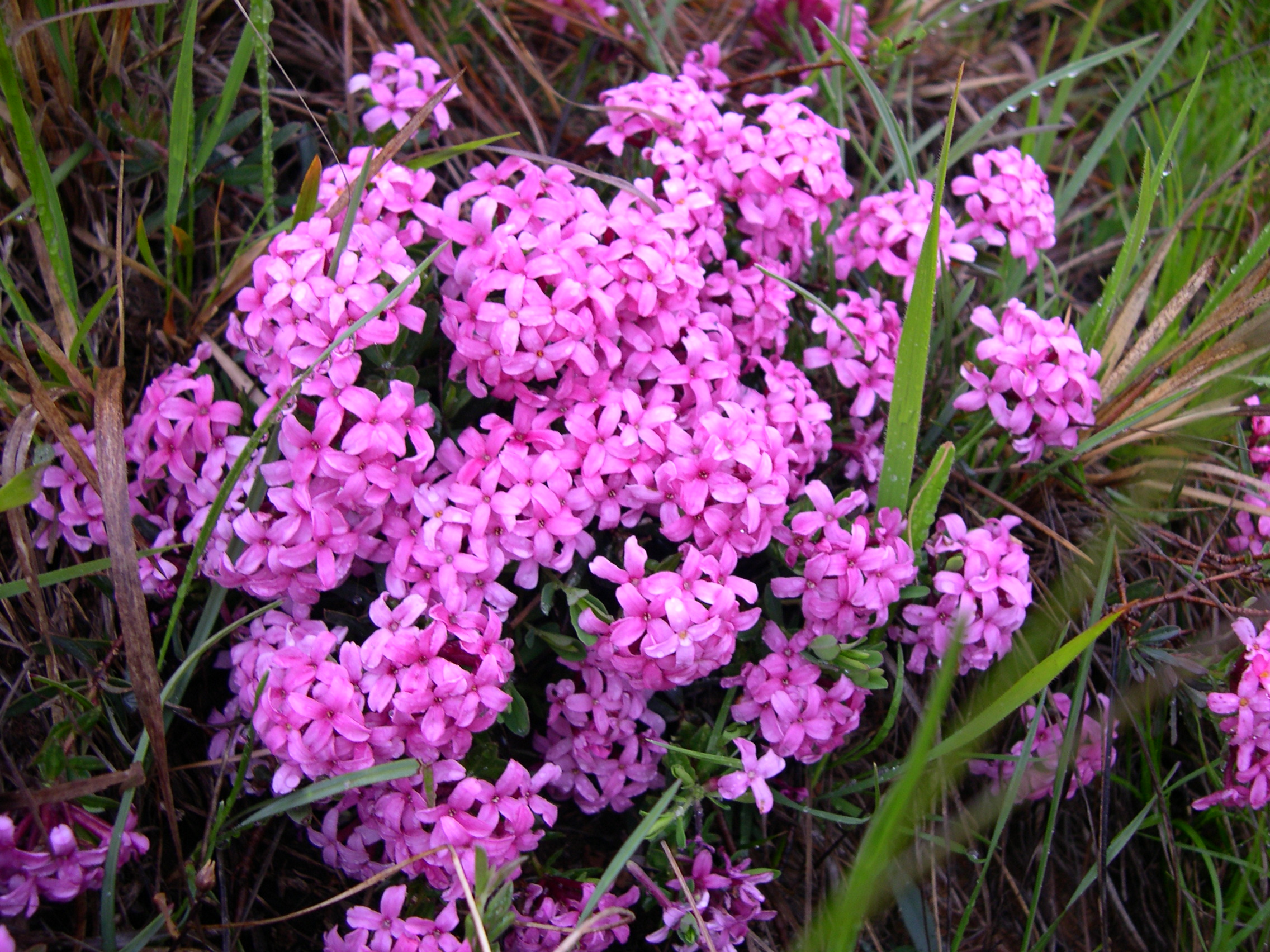
Tămâiţă (Daphne cneorum)

## Descriere
Rezervația naturală a fost declarată arie protejată prin Legea Nr.5 din 6 martie 2000 și reprezintă o zonă cu un relief dezvoltat în calcare (creste, abrupturi, stâncării, grohotișuri), pajiști, goluri alpine, izvoare   și și păduri, cu floră și faună specifică Meridionalilor. 
Aici sunt întâlnite specii floristice rare, printre care sângele voinicului (Nigritella nigra) sau tămâiță (Daphne cneorum).